# 자바 네이티브 액세스
자바 네이티브 액세스(Java Native Access, JNA)는 자바 네이티브 인터페이스(JNI)를 직접 사용하지 않고도 자바 프로그램이 네이티브 공유 라이브러리에 쉽게 접근할 수 있도록 해주는 커뮤니티가 개발한 라이브러리이다. JNA의 디자인은 최소한의 노력으로 자연스러운 방법으로 네이티브한 접근을 가능케 하는 것이다. JNI와 달리 보일러플레이트나 글루 코드 생성이 필요하지 않다.

## 매핑 타입
다음의 표는 자바와 네이티브 코드간 매핑 유형, 그리고 JNA 라이브러리가 지원하는 유형의 개요를 나타낸 것이다.
| 네이티브 타입 | 크기                | 자바 타입  | 공통 윈도우 타입      |
| ------------- | ------------------- | ---------- | --------------------- |
| char          | 8-bit integer       | byte       | BYTE, TCHAR           |
| short         | 16-bit integer      | short      | WORD                  |
| wchar_t       | 16/32-bit character | char       | TCHAR                 |
| int           | 32-bit integer      | int        | DWORD                 |
| int           | boolean value       | boolean    | BOOL                  |
| long          | 32/64-bit integer   | NativeLong | LONG                  |
| long long     | 64-bit integer      | long       | __int64               |
| float         | 32-bit FP           | float      |                       |
| double        | 64-bit FP           | double     |                       |
| char*         | C string            | String     | LPCSTR                |
| void*         | pointer             | Pointer    | LPVOID, HANDLE, LPXXX |

## 예시
다음 프로그램은 C 표준 라이브러리 구현체를 불러와서 printf 함수를 호출한다.
다음 코드는 이식이 가능하며 마이크로소프트 윈도우, POSIX(리눅스, 유닉스, macOS) 플랫폼에서 모두 동일하게 동작한다.
```
import
 
com.sun.jna.Library
;

import
 
com.sun.jna.Native
;

import
 
com.sun.jna.Platform
;

/** Simple example of native library declaration and usage. */

public
 
class
 
HelloWorld
 
{

    
public
 
interface
 
CLibrary
 
extends
 
Library
 
{

        
CLibrary
 
INSTANCE
 
=
 
(
CLibrary
)
 
Native
.
loadLibrary
(

            
(
Platform
.
isWindows
()
 
?
 
"msvcrt"
 
:
 
"c"
),
 
CLibrary
.
class
);

        
void
 
printf
(
String
 
format
,
 
Object
...
 
args
);

    
}

    
public
 
static
 
void
 
main
(
String
[]
 
args
)
 
{

        
CLibrary
.
INSTANCE
.
printf
(
"Hello, World\n"
);

        
for
 
(
int
 
i
 
=
 
0
;
 
i
 
<
 
args
.
length
;
 
i
++
)
 
{

            
CLibrary
.
INSTANCE
.
printf
(
"Argument %d: %s\n"
,
 
i
,
 
args
[
i
]
);

        
}

    
}

}

```

## 성능
벤치마크에 따르면 JNA는 평균적으로 JNI에 비해 10배 속도가 더 느리다.

## 같이 보기
- SWIG